# Nidelva
La Nidelva (connue aussi sous le nom de Nidelven) est un fleuve côtier de Norvège, dans le comté de Sør-Trøndelag.

## Géographie
La Nidelva prend sa source à Hyttfossen, sur les bords occidentaux du lac Selbusjø, le plus grand du comté. Puis, elle poursuit son cours sur Tiller (en), avant d'arriver enfin à Trondheim où elle se jette dans le Trondheimsfjord. Elle donna d'ailleurs à cette ville son premier nom : Nidaros (« l'Embouchure du Nid »).
La Nea est son principal affluent et constitue avec la Nidelva, le bassin Nea-Nidelvvassdraget.
Le cours du fleuve est jalonné par six centrales hydroélectriques.

## Hydronymie
En norvégien, elva signifie « cours d'eau ». Cependant, l'identification de l'élément Nid- pose davantage de problèmes. De nombreuses étymologies ont été proposées pour expliquer le nature de l'élément Nid- : le vieux norrois niðr (vers le bas), le gotique nidwa (rouille), le vieux norrois * niðr (rugir), ou la racine indo-européenne * nid- (courant).